# أبو رقراق
أبو رقراق أو بورقراق أو بورڭراڭ (بالأمازيغية: ⴱⵓⵔⴳⵔⴰⴳ) هو نهر في المغرب، يبلغ طوله 240 كلم، ينبع من جبل متورزكان في إقليم الخميسات في الأطلس المتوسط، من أهم روافده واد كرو الذي ينبع من إقليم خنيفرة، برافديه الفرعيين واد عكراش وواد كريفلة. يصب النهر في المحيط الأطلسي، على مستوى مدينتي الرباط وسلا.
يبلغ معدل الصبيب النهري لبورقراق 23 مترا مكعبا في الثانية، بينما يغطي حوضه المائي مساحة 000 10 كلم مربع، أما موارده المائية السنوية فتبلغ 674 مليون متر مكعب سنويا.

## تاريخ
ترجع أقدم آثار التواجد البشري في حوض بورقراق إلى 165 ألف سنة، حسب بقايا أشباه البشر التي تم اكتشافها سنة 1934، في موقعي القبيبات ودار القايد بلعروسي. كما تشير الأبحاث الأركيولوجية في كهف دار السلطان، جنوب غربي الرباط، إلى تواجد بشري في المنطقة بين المرحلة العاترية والعصر الحجري الحديث.
منذ القرن الرابع ق.م، شيد الفينيقيون موقع سلا، الذي تحول إلى مركز تجاري مهم، على غرار باقي المواقع الفينيقية (ولاحقا القرطاجية) التي ازدهرت في الساحل الأطلسي المغربي. كانت سلا مركزا تجاريا لتسويق المنتوجات الفلاحية للحوض كالصوف والجلود والقمح. في المرحلة الرومانية، شكل نهر بورقراق الحدود الجنوبية للإمبراطورية الرومانية، وشيدوا على ضفتها الجنوبية حاضرة سلا كولونيا (شالة)، والتي كانت إحدى أهم الحواضر الرومانية في موريطنية، خلال القرن الثاني الميلادي
في القرن التاسع الميلادي، أصبح موقع شالة عاصمة إمارة بني يفرن، وانطلاقا من القرنين 11 و 12، أصبحت لمصب نهر بورقراق مكانة تجارية وعسكرية واستراتيجية مهمة، ونما عمرانيا على امتداد الدول المتعاقبة على حكم المغرب.
في القرن الحادي عشر، شيد المرابطون قصبة الأوداية، على الضفة الجنوبية. استمر تعمير الضفتين في العصر الموحدي، الذي عرف بناء الجامع العتيق (الرباط) والجامع الكبير (سلا)، وتطوير الميناء النهري وتحصينه دفاعيا، بغرض استعماله كقاعدة رئيسية للحملات العسكرية المتوجهة نحو الأندلس.
في العهد المريني، عرف المصب إنشاءات هندسية مهمة، انطلاقا من 1269، خصوصا في سلا وشالة، حيث تم وصل النهر بميناء داخلي، عبر قناة مائية تخترق باب المريسة في سلا، إضافة لتحصين موقع شالة وتعميره ببناء مدارس وزاوية دينية ومقبرة ملكية مرينية.
في القرن السابع عشر، ارتبط بورقراق بازدهار نشاط القرصنة البحرية، التي وصلت أوجها خلال مرحلة جمهورية بورقراق (1627-1668). اتسمت تلك المرحلة بتغير كبير في البنية الديمغرافية لساكنة الضفتين، إثر لجوء عدد كبير من الموريسكيين المطرودين من الأندلس للمنطقة، وأيضا بازدهار عمراني واقتصادي بفضل مداخيل نشاط القرصنة البحرية.

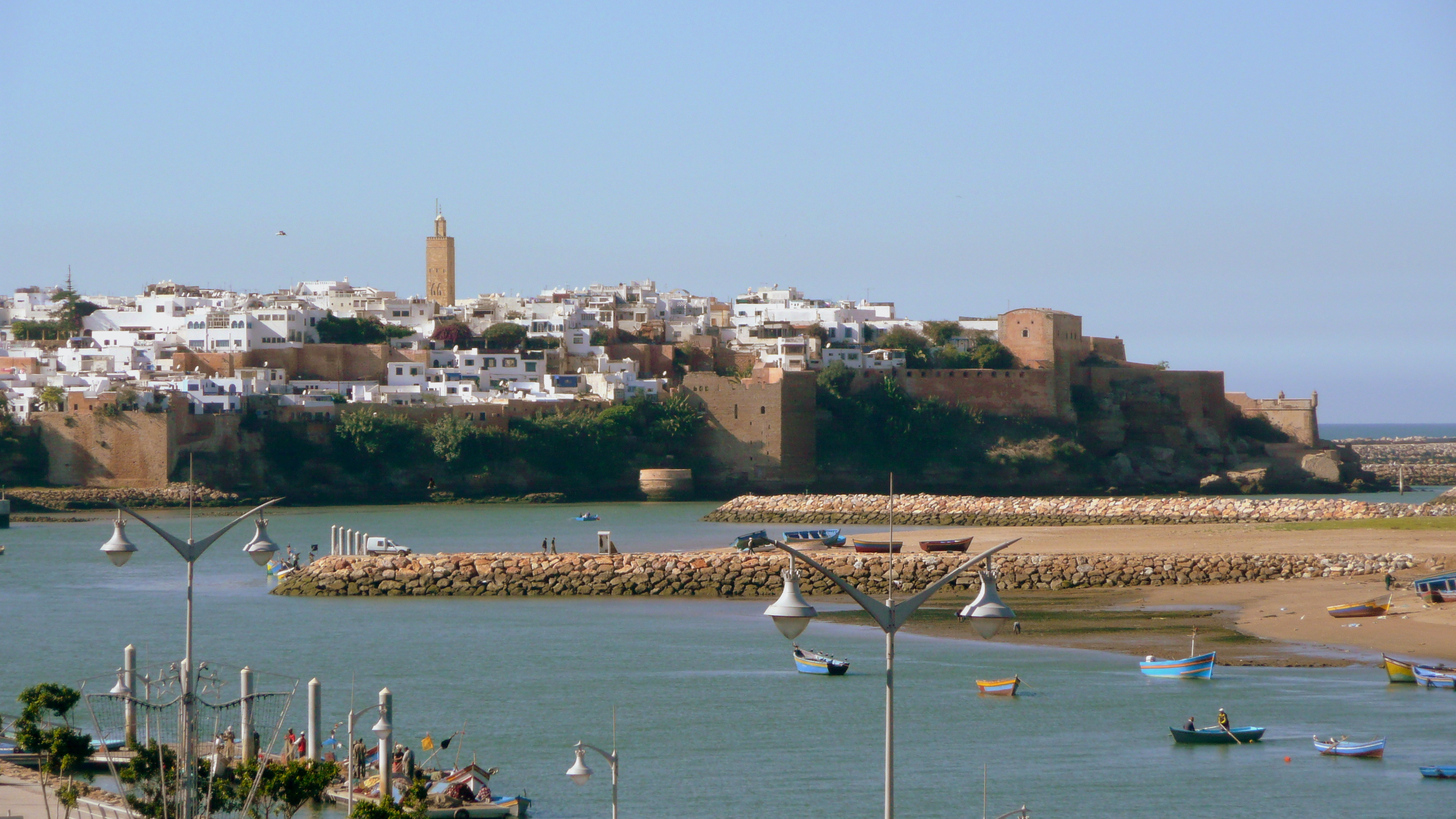
قصبة الأوداية

أدى زلزال لشبونة لسنة 1755 إلى تحول كبير في بنية التضاريس البحرية للمصب، والتي تسببت، علاوة على الأثر التدميري للزلزال والمد البحري الذي تلاه، في تقويض الولوجية إلى الموانئ النهرية، والتي تفاقمت، لاحقا بسبب التراكم الرملي في السرير النهري.
علاوة على الأسباب الطبيعية، تراجعت تدريجيا الأهمية التجارية والعسكرية الملاحية لمصب بورقراق، خلال القرن 18، وخصوصا سنة 1795، عندما تقرر إيقاف أنشطة الأساطيل البحرية المغربية، بسبب السياسة الاحترازية للسلطان مولاي سليمان.
مع حلول الحماية الفرنسية في 1912، عرفت الضفة الجنوبية، الرباط، توسعا عمرانيا كبيرا، بسبب اختيارها عاصمة من طرف المقيم العام الفرنسي ليوطي، بعكس سلا، مما أدى إلى نمو غير متواز لضفتي المصب. قامت سلطات الحماية بتهيئة ميناء نهري في الرباط، مكن من استقبال سفن طولها 110 أمتار في 1921، إلا أنه سرعان ما تم التخلي عن الميناء، لفائدة ميناء الدار البيضاء، انطلاقا من أربعينات القرن العشرين.
في 1974، تم بناء سد محمد بن عبد الله، على بعد 17 كلم من المصب، وهو ما أثر بشكل كبير على الصبيب المائي للنهر، وفاقم من تلوث مجاله البيئي.
في 2006، أطلق مشروع كبير لتهيئة ما مجموعه 6000 هكتار في منطقة حوض بورقراق، على مسافة 17 كلم، بين موقع المصب وموقع سد محمد بن عبد الله.

## أصل التسمية
عرف النهر في العهد الروماني بتسمية نهر سلا (Sala)، أي بمعنى النهر المالح. وردت تسميته بوادي سلا في المسالك والممالك للبكري، ولدى ابن حوقل وابن عذاري؛ بينما سماه الإدريسي بالنزهة المختصرة. بالنسبة للتسمية الحالية، بورڭراڭ، فقد ظهرت انطلاقا من القرن الثالث عشر الميلادي، ويرجح المؤرخون بأن تأثيلها أمازيغي بمعنى الحصى.

## الخصائص المائية

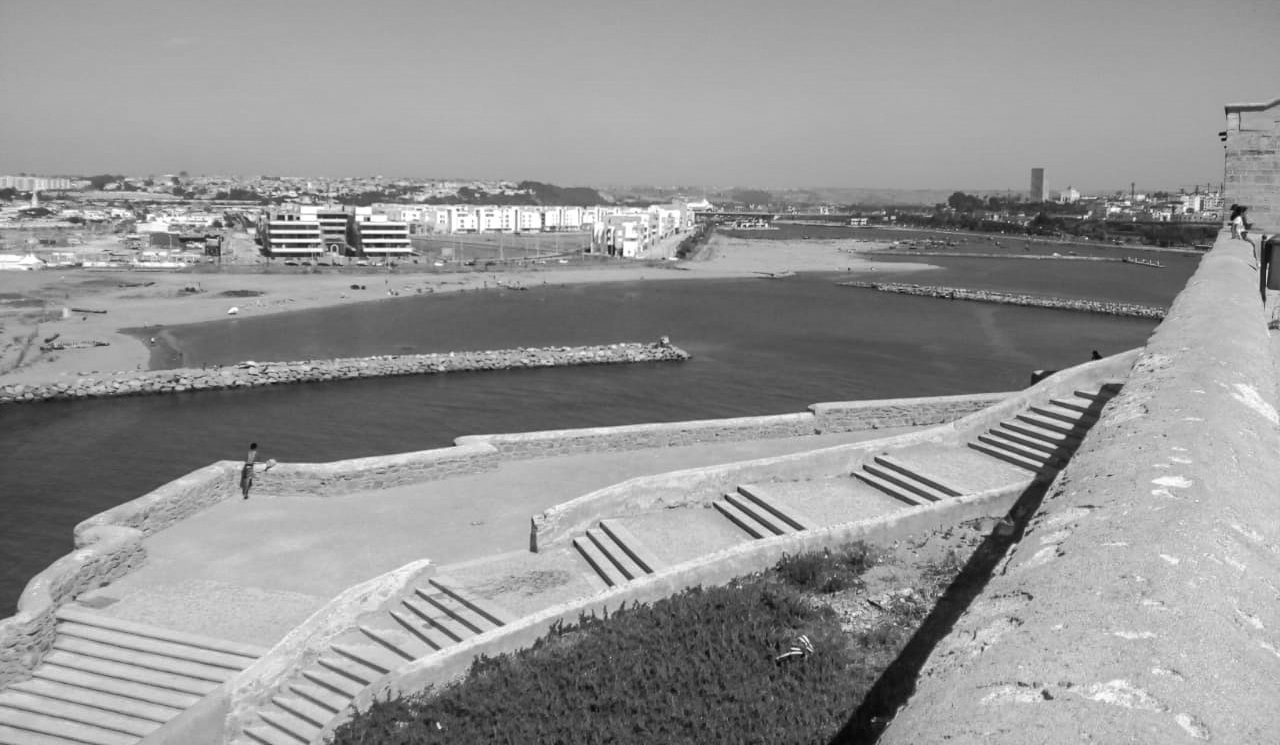
مصب واد بو رقراق

ينبع نهر أبي رقراق من الهضبة الوسطى المغربية، ويصب في المحيط الأطلسي. يبلغ طوله 240 كيلومتراً، ويقدر صبيبه المتوسط ب 23 متراً مكعباً في الثانية. رافده الرئيسي هو نهر كرو الذي يغذيه رافدان فرعيان: عكراش و كريفلة.
يمتد حوض بورقراق على مساحة 000 10 كلم مربع، و يشمل مجالات عمالتي الرباط وسلا و إقليمي الخميسات وخنيفرة. مساحة الحوض مقسمة بين حوضي بورقراق (3830 كلم 2) و حوض واد كرو (5760 كلم 2). يحد الحوض، شمالا، حوض نهر سبو، عبر رافده واد بهت، و جنوبا حوض نهر أم الربيع. تضاريس الحوض هي عبارة عن تلال و هضاب، ينخفض ارتفاعها تدريجيا في اتجاه الشمال. 50 بالمائة من مساحة الحوض يتراوح ارتفاعها بين 500 و 1000 متر.
يتميز حوض بورقراق بمعدل سنوي للتساقطات المطرية يتراوح بين 760 ملم، في نقطة ولماس و 450 ملم في الرباط. نظرا للبنية الجيولوجية لمجال حوض بورقراق، و التي تتكون من تشكيلات صخرية غير نفاذة، ترجع إلى الحقبة الأولية، فإن مجال الحوض لا يتوفر على فرشات مائية مهمة قابلة للاستغلال و التعبئة. يبلغ حجم المياه الجوفية المستغلة 20 مليون متر مكعب سنويا فقط (على مستوى فرشتي السهول و المعازيز خصوصا)، مما يجعل موارد نهر بورقراق المورد الرئيسي للمياه في الحوض بحجم 680 مليون متر مكعب سنويا.
أهم منشأة مائية في الحوض هي سد محمد بن عبد الله، الذي انطلق استغلاله سنة 1974، و الذي يمكن من تعبئة 245 مليون متر مكعب سنويا، نحو شبكة الماء الصالح للشرب و المناطق الصناعية؛ إضافة إلى سبعة سدود تلية في المجال الترابي لإقليمي الخميسات وخنيفرة، موجهة أساسا للاستغلال الفلاحي.

## وصلات خارجية
- وكالة تهيئة نهر أبي رقراق
- نهر أبي رقراق على بوابة الرباط
- وكالة الحوض المائي لأبي رقراق والشاوية